# ایزیدور ایزو
ایزیدور ایزو (فرانسوی: Isidore Isou‎؛ فرانسوی: [izu]؛ ۲۹ ژانویهٔ ۱۹۲۵ – ۲۸ ژوئیهٔ ۲۰۰۷) یک شاعر، منتقد، هنرمند آوانگارد و فیلم‌ساز تجربی رومانیایی‌الاصل اهل فرانسه بود.
او بنیان‌گذار جنبش ادبی-هنری «لتریسم» بود که بعدها الهام‌بخش دادائیسم و سوررئالیسم شد.